# The Art of Malice
The Art of Malice es un álbum de estudio del guitarrista estadounidense John 5, publicado el 11 de mayo de 2010.

## Lista de canciones
| N.º | Título                                    | Duración |  |
| 1.  | «The Nightmare Unravels»                  | 4:54     |  |
| 2.  | «The Art of Malice»                       | 1:46     |  |
| 3.  | «Ill Will or Spite»                       | 4:03     |  |
| 4.  | «J.W.»                                    | 3:10     |  |
| 5.  | «Ya Dig?» (con Billy Sheehan)             | 3:52     |  |
| 6.  | «Can I Live Again»                        | 4:02     |  |
| 7.  | «Portrayed as Unremorseful»               | 3:29     |  |
| 8.  | «Steel Guitar Rag»                        | 3:00     |  |
| 9.  | «Wayne County Killer»                     | 3:42     |  |
| 10. | «Fractured Mirror» (cover de Ace Frehley) | 5:09     |  |
| 11. | «The S. Lot»                              | 4:13     |  |
| 12. | «The Last Page Turned»                    | 3:35     |  |

## Créditos
- John 5 - guitarras, banjo, bajo
- Tommy Clufetos - batería
- Greg 'Plushie' Hanna - bajo adicional